# Phaenolabrorychus anisitsi
Phaenolabrorychus anisitsi är en stekelart som beskrevs av Henry Lorenz Viereck 1913. Phaenolabrorychus anisitsi ingår i släktet Phaenolabrorychus och familjen brokparasitsteklar. Inga underarter finns listade i Catalogue of Life.